# Артивизам
Артивизам је портманто реч која комбинује уметност и активизам.
Термин артивизам у америчком енглеском вуче корене, или гране, на окупљању чиканских уметника из источног Лос Анђелеса и Запатиста у Чијапасу у Мексику 1997. године. Речи „Артивиста“ и „Артивизам“ популаризоване су кроз различите догађаје, акције и уметничка дела преко уметника и музичара као што су Куетзал, Озоматли и Мухерес де Маиз, поред осталих уметника из Источног Лос Анђелеса, те на просторима као што је Self Help Graphics & Art.
Артивизам се даље развијао како су се појављивали и ширили антиратни и антиглобалистички протести. У многим случајевима уметници покушавају да потисну политичке агенде средствима уметности, али фокус на подизању друштвене, еколошке и техничке свести је такође уобичајен.
Поред коришћења традиционалних медија као што су филм и музика за подизање свести или гурање за промену, уметник такође може да буде укључен у ометање културе, подметање, уличну уметност, изговорену реч, протесте и активизам.

Уметница Еве Енслер је изјавила:
. . . Ова страст има све састојке активизма, али је набијена дивљим уметничким креацијама. Артивизам – где су ивице померене, машта се ослобађа и потпуно се појављује нови језик." Брус Лајонс је написао: „... артивизам... промовише суштинско разумевање да... [људи]... могу, кроз храбро креативно изражавање, искусити уједињујућу моћ љубави када се храброст упрегне у задатак уметности + друштвена одговорност.
До 2008, термин је ушао у академско писање, при чему су Чела Сандовал и Гизела Латоре објавиле чланак о Чикано/а артивизму и М. К. Асанте који је користио термин за црне умјетнике.
Утицај артивизма у односу на конвенционални активизам тестиран је у јавном научном експерименту у Копенхагену, Данска, 2018. Резултати, објављени у часопису Social Movement Studies, сугеришу да би артивизам могао бити ефикаснији од конвенционалног активизма.

## Колективи и организације
Уметници често раде у интердисциплинарним колективима који су самостални или делују као 'креативни' део већих активистичких група као што је на пример Gran Fury у склопу AIDS Coalition to Unleash Power (ACT UP).
- Artivist Film Festival
- Crass
- Da! collective
- Pangaeseed Foundation Архивирано на веб-сајту  (23. август 2022)
- Red Rebel Brigade
- The Fearless Collective
- The Yes Men
- Sol Collective